# Operación Atalanta
EU NAVFOR Somalia - Operación ATALANTA, es una operación militar permanente de lucha contra la piratería en el mar frente al Cuerno de África y el océano Índico occidental, la primera emprendida por la Fuerza Naval de la Unión Europea (EU NAVFOR).
La misión se puso en marcha en diciembre de 2008 y se centró en la protección de los buques destinados a Somalia y los envíos pertenecientes al Programa Mundial de Alimentos y a la Misión de la Unión Africana en Somalia, así como otros envíos vulnerables. Además, la Operación Atalanta supervisa la actividad pesquera en el litoral regional. En 2012, el alcance de la misión se amplió para incluir los territorios costeros y las aguas interiores de Somalia a fin de coordinar las operaciones de lucha contra la piratería con el Gobierno Federal de Transición de Somalia y las administraciones regionales. El 16 de julio de 2012, la Unión Europea también encargó a la misión EUCAP Néstor que reforzara la capacidad marítima de las armadas regionales. El 29 de marzo de 2019, como consecuencia de la salida del Reino Unido de la Unión Europea, se trasladó la sede operativa del Cuartel General de Northwood en Reino Unido a la Base Naval de Rota en España.
'EU NAVFOR Somalia/ATALANTA' es la primera operación naval que la Unión Europea pone en marcha. Coopera con la fuerza multinacional Combined Task Force 151 de las Combined Maritime Forces, lideradas por Estados Unidos, y con la Operación Escudo del Océano de la OTAN contra la piratería. En diciembre de 2023 se amplia el radio de acción de la Operación Atalanta al mar Rojo después de que se confirmara la participación de la Unión Europea en la Operación Guardián de la Prosperidad —Prosperity Guardian— que los Estados Unidos ha puesto en marcha tras los ataques hutíes a buques mercantes en el mar Rojo en el contexto de la guerra Israel-Gaza de 2023, la decisión ha sido tomada en la reunión extraordinaria del Comité Político y de Seguridad convocada por el Alto Representante de la Unión después de que algunos Estados mostraran reticencias en participar en la nueva operación de Estados Unidos, alegando que sólo participarían si se hacía bajo bandera de la UE y en el contexto de la PCSD.

## Descripción
En el marco de la Acción Común 2008/851/PESC del Consejo, de 10 de noviembre de 2008, que se basa en varias resoluciones de la ONU, la Operación Atalanta tiene las siguientes misiones: 
- Misiones principales:
- Protege los buques del Programa Mundial de Alimentos (WFP) y otros buques vulnerables;
- Detener, prevenir y reprimir la piratería y el robo a mano armada tanto en las aguas territoriales de Somalia, como en el resto del área de operaciones.

- Misiones secundarias:
- Supervisar las actividades pesqueras frente a la costa de Somalia;
- Vigilar el tráfico de armas y drogas, el comercio ilícito de carbón vegetal y la pesca illegal/No resgistrada/No autorizada;
- Contribuir a la aplicación del embargo de armas a Somalia (Resolución 2551 (2020) del Consejo de Seguridad de las Naciones Unidas y sucesivas) y a la lucha contra el tráfico de drogas;
- Fomentar el enfoque integrado (Integral Approach) de la UE en Somalia y el Cuerno de África mediante la cooperación con otras misiones de la UE, en particular la EUTM Somalia y la EUCAP Somalia.
- Apoyar la Arquitectura Regional de Seguridad Marítima y cooperar con los actores y misiones regionales como el ROCC, el RMIFC, el CMF y la Operación AGENOR

El 1 de enero de 2021, el Consejo prorrogó el mandato de la Operación Atalanta por otros dos años, hasta diciembre de 2022
En el cuartel general de la Operación Atalanta se encuentra el Centro de Seguridad Marítima del Cuerno de África (MSCHOA), una iniciativa establecida por la Fuerza Naval de la Unión Europea, con la estrecha cooperación de la industria. El MSCHOA proporciona un seguimiento permanente las 24 horas del día de los buques que transitan por el golfo de Adén, mientras que la puesta a disposición de un sitio web interactivo permite al MSCHOA comunicar las últimas pautas en materia de lucha contra la piratería así como permitir a buqués en tránsito registrarse de forma voluntaria para facilitar su seguridad en su tránsito por esta región.
La participación en la EU NAVFOR va más allá de los Estados miembros de la Unión Europea. Noruega fue el primer país no perteneciente a la Unión Europea que contribuyó a la operación, con un buque de guerra en 2009. Posteriormente, Croacia (antes de la adhesión), Montenegro, Serbia, Ucrania, Corea del Sur y Colombia han proporcionado o proporcionan actualmente oficiales al Cuartel General de Operaciones (OHQ) y al Cuartel General de la Fuerza (FHQ), este último embarcado en el Buque de Mando en la zona de Operaciones. Ucrania contribuyó con un buque de guerra a principios de 2014, y Nueva Zelanda contribuyó con un activo de MPRA a finales del mismo año. Corea del Sur se adhirió oficialmente a la EU NAVFOR el 27 de febrero de 2017.
Alrededor de 700 personas participan en Atalanta, cuya fuerza desplegada varía entre 1 y 2 buques de combate de superficie en Apoyo Directo y 2-3 aviones de patrulla marítima. En 2021 el presupuesto fue de 4,4 millones de euros para los costes comunes del mandato.

## Cooperación judicial internacional para poner fin a la impunidad
La piratería debe entenderse como una actividad delictiva organizada que tiene lugar en el mar. Está organizada en tierra, con tripulaciones de secuestradores y barcos de rescate como modelo de negocio. El enjuiciamiento de los sospechosos de piratería es un componente clave de la lucha general contra la piratería. La EU NAVFOR busca, en la medida de lo posible, un final legal. Sigue siendo necesario trasladar a las autoridades competentes a los sospechosos de piratería para que sean juzgados, a fin de poner fin a la impunidad en el océano Índico.
La Unión Europea está ayudando al Programa de las Naciones Unidas para el Desarrollo y a la Oficina de Naciones Unidas contra el Crimen Organizado (UNODC) en su labor de creación de condiciones suficientes que permitan la celebración de juicios justos y eficaces contra la piratería en Somalia.

## Preámbulo
El Gobierno Federal de Transición de Somalia escribió al presidente del Consejo de Seguridad de las Naciones Unidas solicitando ayuda internacional para luchar contra la piratería y el robo a mano armada de buques frente a las costas de Somalia. En junio de 2008, el Consejo de Seguridad aprobó por unanimidad la Resolución 1816 por la que se autoriza a las naciones que cuentan con el acuerdo del Gobierno Federal de Transición a entrar en aguas territoriales somalíes para hacer frente a los piratas. La medida, que contó con el patrocinio de Francia, Estados Unidos y Panamá, tenía una duración de seis meses. Inicialmente, Francia quería que la resolución incluyera otras regiones con problemas de piratería, como África Occidental, pero se opusieron Vietnam, Libia y China, que querían que la violación de la soberanía se limitara a Somalia.

## Acciones destacadas

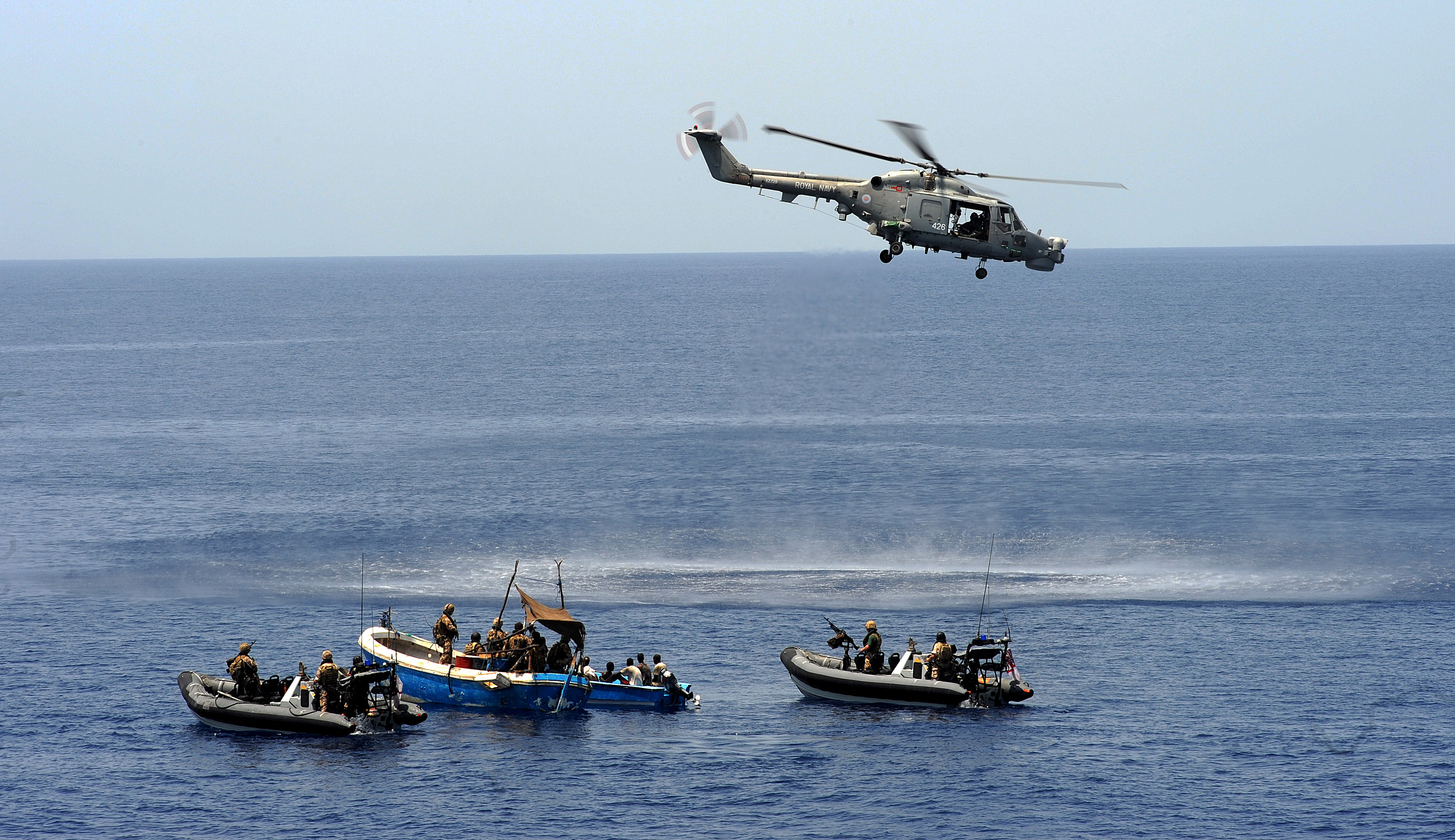
Infantería de marina británica inspeccionando dos esquifes en aguas del golfo de Adén (2009).

El OHQ es un cuartel general multinacional de nivel estratégico capaz de dirigir cualquier operación ejecutiva de la Unión Europea. En este caso, la operación asignada al ES-OHQ, EU NAVFOR Somalia ‘Operación ATALANTA’, es una operación naval dirigida a la lucha contra la piratería en el Índico y forma parte del compromiso adquirido por España, bajo bandera de la Unión Europea, en su lucha por mantener la seguridad en las aguas del Golfo de Adén y Somalia mediante la protección de los barcos del Programa Mundial de Alimentos (WFP), monitorizando las actividades pesqueras y apoyando a otras misiones de la UE para el país africano. La implementación de ‘ATALANTA’ como operación militar de la UE nace al detectar que el océano Índico se había convertido en un área de alto riesgo para los 20.000 barcos que anualmente cruzaban el mar Rojo y el golfo de Adén, paso obligado de las principales rutas comerciales entre Asia y Europa, así como una amenaza para la distribución de ayuda humanitaria del Programa Mundial de Alimentos de la ONU. Por esta razón, a instancias de España y Francia, el Consejo de la Unión Europea puso en marcha la operación ‘ATALANTA’ el 8 de diciembre de 2008. Esta operación es considerada una historia de éxito en la aproximación integrada de la UE en el Cuerno de África, tanto por la gestión eficaz de los medios disponibles aportados por los Estados miembros como por la efectiva coordinación alcanzada con el resto de países presentes en la zona, en particular China, Corea del Sur, Japón, India y Rusia, así como la coordinación y el intercambio de información alcanzados con la comunidad mercante y pesquera internacional. Desde su lanzamiento en 2008, laoperación ‘ATALANTA’:
- Ha tenido un 100% de éxito en la protección a los buques del WFP en su entrega de ayuda humanitaria al pueblo somalí;
- Ha asegurado la protección de otros buques vulnerables en el área de riesgo. Ha contribuido a la disuasión y prevención de los actos de piratería y robos armados en el mar en la costa de Somalia;
- Ha transferido sospechosos de piratería a las autoridades competentes gracias a una cercana cooperación con los gobiernos regionales;
- Ha apoyado a otras misiones de la UE en Somalia;
- Ha proporcionado presencia militar a través de fuerzas navales de la Unión Europea a lo largo del área de operaciones;
- Ha apoyado numerosas misiones de rescate en la mar, ayudando al comercio local, regional e internacional y a barcos de pesca en situaciones de peligro.

## Unidades desplegadas

### Buques
La Operación Atalanta tiene asignado el designador de fuerza operativa Task Force 465. Los siguientes buques forman parte de la flota de la EU NAVFOR en la Operación Atalanta:
| País   | Buque           | Tipo              | Helicóptero | Notas          |
| ------ | --------------- | ----------------- | ----------- | -------------- |
| España | Victoria (F-82) | Clase Santa María | AB GATO 212 | Buque insignia |

### Aeronaves
La Fuerza Naval de la Unión Europea de la Operación Atalanta cuenta con las siguientes aeronaves que operan desde la Base aérea 188 del Ejército del Aire Francés en Yibuti:
| País   | Aeronave                | Tipo                               |
| ------ | ----------------------- | ---------------------------------- |
| España | Lockheed P-3M Orion     | Patrulla marítima y reconocimiento |
| España | Boeing Insitu ScanEagle | Vehículo aéreo no tripulado        |

### Destacamentos a bordo de otros buques
Un destacamento de la Operación Atalanta se encuentra a bordo del Spiekeroog, un barco mercante contratado por el Programa Mundial de Alimentos de la ONU:
| País   | Destacamento | Tipo                                          |
| ------ | ------------ | --------------------------------------------- |
| Serbia | 12 miembros  | Destacamento autónomo de protección de buques |

En el sitio web de EU NAVFOR figura una lista actualizada de las unidades desplegadas.